# Exechiopsis hammi
Exechiopsis hammi är en tvåvingeart som först beskrevs av Edwards 1925.  Exechiopsis hammi ingår i släktet Exechiopsis och familjen svampmyggor. Enligt den finländska rödlistan är arten nära hotad i Finland. Arten är reproducerande i Sverige. Artens livsmiljö är naturmoskogar. Inga underarter finns listade i Catalogue of Life.